# ワンダ・プウタフスカ

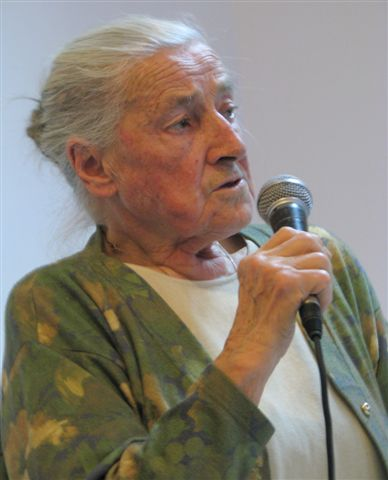
2009年

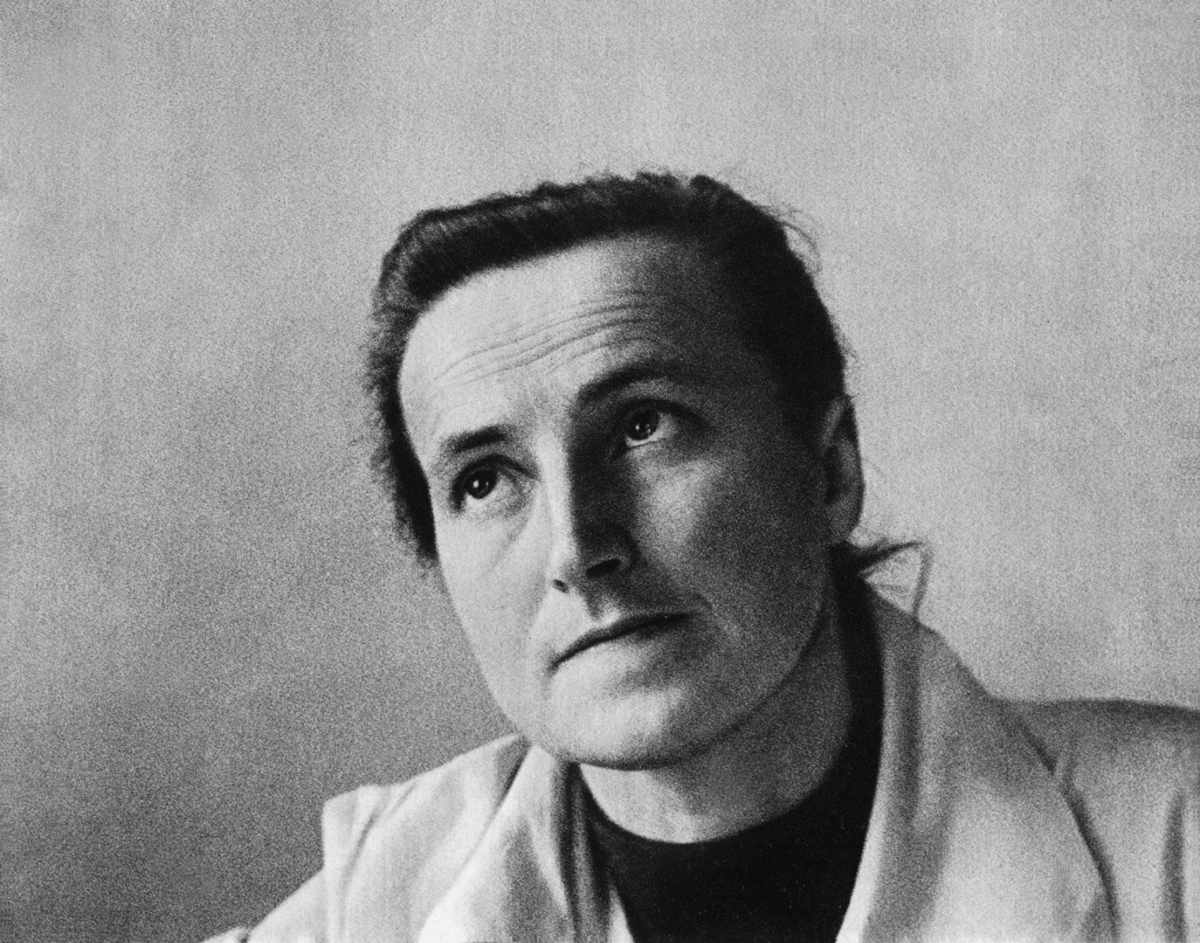
1963年のワンダ・プウタフスカ

ワンダ・ウィクトリア・プウタフスカ（ポーランド語: Wanda Wiktoria Półtawska、1921年11月2日 - 2023年10月24日/10月25日）は、ポーランドの医師・作家。

## 生涯
1941年2月にポーランドのレジスタンス運動に協力した罪で逮捕され、ベルリンの北にあるラーフェンスブリュック強制収容所の犠牲者となった。ワンダは人間モルモットとして、さまざまな医学実験の対象となった。ワンダはキャンプで4年間過ごしたが、試練を乗り越え、後に自己の経験について説明である『そして私は夢を恐れる』を著した。後に結婚して4人の子供をもうけた。
ワンダは収容中に、生き残ったら医者になると決めていた。1951年にヤゲウォ大学で医学課程を修了し、1964年に精神医学の博士号を取得した。「アウシュビッツの子供たち」と呼ばれる強制収容所で子供時代を過ごした人々の研究を行った。1967年、クラクフの教皇庁神学アカデミーに家族神学研究所を設立し、33年間その運営に携わった。1981年から1984年にかけては、ローマのラテラン大学で講師を務めた。
ワンダは信仰の堅いカトリック教徒であり、同胞である教皇ヨハネ・パウロ2世と協力して、避妊やセクシュアリティなどの議題で彼に影響を与えた。1962年、癌を患い余命18ヶ月と宣告されたワンダのために、ピオ神父が当時司教であったヴォイティワから祈りを求められたという。その結果、癌は消え、手術の必要もなくなった。これは2002年に教皇がピオ神父を列福するきっかけとなった奇跡の一つである。
2021年3月8日、100人近くの医師、宗教指導者、プロライフ活動家の女性と共に、中絶された胎児の細胞株を用いて開発されたCovid-19ワクチンに反対する共同声明に署名した。
102歳の誕生日直前の2023年10月24日の夜から25日未明の間に死去。101歳没。